# سالاد تاکو
سالاد تاکو یک غذای تکس-مکس است که ترکیبی از مواد مورد استفاده در تاکوهای تکس-مکس است. منشأ این غذا در تگزاس در دهه ۱۹۶۰ بود.

## مواد اولیه
این سالاد با پوسته تورتیلای آرد سرخ شده پر شده با کاهوی ریز خرد شده و گوجه فرنگی خرد شده، پنیر چدار خرد شده، خامه ترش، گواکاموله و سالسا سرو می‌شود. این سالاد با گوشت تاکو (گوشت چرخ کرده)، مرغ یا لوبیا خرد شده چاشنی شده و/یا برنج اسپانیایی برای گیاهخواران پر می‌شود.